# Pezizomycetes
Pezizomycetes é uma classe de fungos do filo Ascomycota.
São fungos apoteciais, o que quer dizer que os seus corpos produtores de esporos (ascomas) têm tipicamente forma de disco, tendo nas suas superfícies superiores uma camada de células cilíndricas produtoras de esporos, ou ascos, a partir das quais os esporos são forçadamente descarregados.